# 森下整鎮
森下 整鎮（もりした のぶやす、1933年9月4日 - 2018年10月26日）は、福岡県八幡市（現：北九州市八幡東区）出身のプロ野球選手（内野手）・コーチ・監督、解説者・評論家。
1952年から1958年及び1986年の登録名は森下 正夫（もりした まさお）。本名は森下 正弘（もりした まさひろ）。

## 経歴

### プロ入り前
八幡高校時代は高校屈指の強打者として注目され、2年次の1950年に遊撃手として春の選抜へチーム初出場。1回戦で萩北高のエース椙本勝を打ち崩し初勝利を飾る。続く準々決勝では、この大会に優勝した韮山高の東泉東二投手から5点を奪うが、9回裏逆転サヨナラ負けを喫する。この試合では9回まで5-2と勝っていたが、遊撃を守っていた森下が9回裏満塁のピンチでバックホームを大悪投し、サヨナラ負けを喫した。雨天のぬかるみの中での試合であったが、森下はグランドで号泣した。同年夏の甲子園県予選は準決勝で小倉高に完封負け。この時のチームメイトには、エースの渡辺雅人（法大-三重交通）、三塁手の松永怜一がいた。
春の悔しさもあって、3年次の1951年に中退して南海ホークスの実質的な二軍であった南海土建に入部。同じく入部した服部武夫、種田訓久、島原輝夫等、後に南海黄金期で活躍する選手達と共に都市対抗野球大会で大阪市代表として出場した南海土建を初出場ながら準優勝を果たす躍進に貢献した。決勝の相手は後に高野連会長となる牧野直隆率いる全鐘紡で、南海土建は森下の失策によって決勝点を奪われ、3対2で優勝を逸した。後年、森下は「どえらいエラーをして項垂れていたら、松浦（竹松・当時の南海球団社長）さんから『良かった、良かった』と言われ、俺はキョトンとしました。もしそのまま（南海土建が）優勝したのならば、社会人野球協会が頭を抱え込んでいたのではないでしょうか。」とコメントをしている。森下の言う通り、社会人野球協会はこの南海土建の快進撃に大いに困惑を見せ、その後「どう見てもプロ野球球団のファーム（二軍）組織」にしか見えない様なチームの存在は許せないという社会人野球規約が確立、プロ選手の集団登録を一切禁止する処置がとられた。その影響で同年末に南海土建野球部は解散。

### プロ入り後
野球部解散を受けて森下は1952年に南海へ入団。「百万ドルの内野陣」のうち、飯田徳治・蔭山和夫・木塚忠助らがまだ現役だったが、二塁手・三塁手・遊撃手などをこなせるユーティリティープレイヤーだったこともあり、1年目から一軍で起用される。
1953年には主に遊撃手として46試合に先発出場。
1954年は開幕から二塁手、6番打者の定位置を獲得、全試合出場を果たし初の規定打席（リーグ12位、打率.285）にも達する。同年はオールスターゲームに初出場、ベストナインにも選出された。
1955年には遊撃手、三塁手としてリーグ優勝に貢献、読売ジャイアンツとの日本シリーズでも全7試合に先発出場するが、22打数4安打1打点とあまり活躍の場はなかった。同年はロベルト・バルボンを制し、盗塁王（59盗塁）を獲得。1954年から1956年にかけて3年連続50盗塁を記録している。1956年はベストテン8位となる打率.284の好記録を残した。
1958年は6月に故障し再起が危ぶまれた。
1959年6月には三塁手として先発に復帰。同年の読売との日本シリーズでも2番打者としてチーム日本一に貢献した。
1961年には二塁手として2度目のベストナインに選出され、読売との日本シリーズでは敗退したものの、19打数7安打と活躍した。
1962年はまたも故障で8月末まで欠場。
1964年にはシーズン中盤から国貞泰汎が二塁手に定着、再び三塁手に回る。
1965年の読売との日本シリーズでは低調な南海打線の中で20打数6安打と奮闘し、敢闘賞を獲得した。
1966年限りで現役を引退。アキレス腱切断という大怪我に3度見舞われたが、3度とも無事に復帰し、盗塁数は減ったものの、しぶとい打撃で活躍した。鶴岡一人監督の回顧録には、アキレス腱を断裂した森下が、夫人の肩につかまりながら砂浜を歩いてリハビリをしていた、と書かれている。鶴岡は森下のひた向きな姿勢に光明を見出し、森下も怪我、故障の験直しで名前を正弘（本名）、正夫、整鎮と2回改めている。オールスターゲームには4回出場。1956年の第1戦では別所毅彦から2点適時打、1960年の第1戦では金田正一から先制二塁打を放ち、いずれもMVPを獲得している。

### 現役引退後
引退後は南海（1967年 - 1968年二軍コーチ、1986年一軍内野守備・走塁コーチ）、中日（1969年二軍コーチ、1970年 - 1975年・1977年一軍内野守備・走塁コーチ、1976年二軍監督）、大洋（1978年 - 1980年一軍内野守備・走塁コーチ）で監督・コーチを歴任。大洋退団後は中京テレビ解説者（1981年 - 1985年）を務め、1984年には『夢のドラゴンズ生放送』に1年だけ出演した。
1991年から2年間、台湾の兄弟でも指導者を務めた（1991年助監督、1992年監督）。1992年は台湾球界初の日本人監督としてチームを優勝に導き、最優秀監督（最佳総教練）も獲得したが、熱血過ぎてしばしばトラブルを起こしたために同年限りで退団。
その後はNHK名古屋放送局解説者（名古屋ローカルのみ）と大阪日刊スポーツ評論家を務める傍ら、2000年に少年野球チームの「愛知長久手ボーイズ」を設立。総監督として野球少年の育成を手掛けた。
2018年10月26日、老衰のため死去。85歳没。

## 詳細情報

### 年度別打撃成績
| 年 度      | 球 団      | 試 合 | 打 席 | 打 数 | 得 点 | 安 打 | 二 塁 打 | 三 塁 打 | 本 塁 打 | 塁 打 | 打 点 | 盗 塁 | 盗 塁 死 | 犠 打 | 犠 飛 | 四 球 | 敬 遠 | 死 球 | 三 振 | 併 殺 打 | 打 率 | 出 塁 率 | 長 打 率 | O P S |
| ---------- | ---------- | ----- | ----- | ----- | ----- | ----- | -------- | -------- | -------- | ----- | ----- | ----- | -------- | ----- | ----- | ----- | ----- | ----- | ----- | -------- | ----- | -------- | -------- | ----- |
| 1952       | 南海       | 58    | 71    | 66    | 15    | 17    | 3        | 0        | 0        | 20    | 4     | 3     | 2        | 0     | --    | 4     | --    | 1     | 8     | 0        | .258  | .310     | .303     | .613  |
| 1953       | 南海       | 86    | 215   | 186   | 34    | 52    | 8        | 0        | 5        | 75    | 23    | 20    | 3        | 1     | --    | 22    | --    | 6     | 27    | 1        | .280  | .374     | .403     | .777  |
| 1954       | 南海       | 140   | 541   | 498   | 55    | 142   | 21       | 6        | 6        | 193   | 58    | 51    | 11       | 12    | 3     | 26    | --    | 2     | 37    | 9        | .285  | .321     | .388     | .709  |
| 1955       | 南海       | 133   | 480   | 422   | 67    | 101   | 25       | 1        | 6        | 146   | 37    | 59    | 16       | 5     | 2     | 47    | 0     | 4     | 59    | 11       | .239  | .320     | .346     | .666  |
| 1956       | 南海       | 148   | 597   | 538   | 77    | 153   | 25       | 2        | 6        | 200   | 61    | 56    | 22       | 13    | 7     | 26    | 1     | 13    | 33    | 2        | .284  | .329     | .372     | .701  |
| 1957       | 南海       | 128   | 544   | 489   | 67    | 129   | 23       | 7        | 7        | 187   | 60    | 34    | 16       | 9     | 6     | 31    | 0     | 9     | 39    | 5        | .264  | .316     | .382     | .698  |
| 1958       | 南海       | 38    | 144   | 123   | 16    | 30    | 6        | 1        | 2        | 44    | 15    | 12    | 3        | 3     | 2     | 14    | 0     | 2     | 15    | 1        | .244  | .326     | .358     | .684  |
| 1959       | 南海       | 94    | 286   | 260   | 26    | 59    | 12       | 0        | 0        | 71    | 19    | 5     | 1        | 3     | 2     | 16    | 2     | 5     | 34    | 7        | .227  | .283     | .273     | .556  |
| 1960       | 南海       | 134   | 550   | 506   | 66    | 139   | 24       | 2        | 5        | 182   | 45    | 24    | 12       | 4     | 1     | 28    | 0     | 11    | 41    | 3        | .275  | .326     | .360     | .686  |
| 1961       | 南海       | 122   | 457   | 413   | 57    | 116   | 16       | 2        | 3        | 145   | 38    | 20    | 11       | 9     | 3     | 22    | 1     | 10    | 30    | 8        | .281  | .330     | .351     | .681  |
| 1962       | 南海       | 16    | 24    | 23    | 3     | 4     | 0        | 1        | 0        | 6     | 0     | 0     | 0        | 0     | 0     | 1     | 0     | 0     | 3     | 1        | .174  | .208     | .261     | .469  |
| 1963       | 南海       | 139   | 381   | 348   | 28    | 75    | 10       | 1        | 4        | 99    | 23    | 5     | 6        | 7     | 4     | 19    | 0     | 3     | 31    | 9        | .216  | .259     | .284     | .544  |
| 1964       | 南海       | 139   | 457   | 421   | 39    | 101   | 11       | 2        | 3        | 125   | 40    | 24    | 7        | 3     | 2     | 26    | 0     | 5     | 21    | 11       | .240  | .291     | .297     | .588  |
| 1965       | 南海       | 106   | 247   | 224   | 18    | 45    | 6        | 0        | 3        | 60    | 21    | 1     | 4        | 4     | 1     | 15    | 0     | 3     | 25    | 9        | .201  | .259     | .268     | .527  |
| 1966       | 南海       | 92    | 140   | 125   | 11    | 25    | 7        | 0        | 0        | 32    | 9     | 1     | 1        | 2     | 1     | 12    | 0     | 0     | 7     | 1        | .200  | .268     | .256     | .524  |
| 通算：15年 | 通算：15年 | 1573  | 5134  | 4642  | 579   | 1188  | 197      | 25       | 50       | 1585  | 453   | 315   | 115      | 75    | 34    | 309   | 4     | 74    | 410   | 78       | .256  | .311     | .341     | .652  |

- 各年度の太字はリーグ最高

### タイトル
- 盗塁王：1回（1955年）

### 表彰
NPB
- ベストナイン：2回（1954年、1961年）
- オールスターゲームMVP：2回（1956年 第1戦、1960年 第1戦）
- 日本シリーズ敢闘賞：1回 （1965年）

CPBL
- 最佳総教練（最優秀監督）：1回（1992年）

### 記録
節目の記録
- 1000試合出場：1961年6月11日 ※史上60人目

その他の記録
- 1イニング3盗塁：1956年9月18日
- オールスターゲーム出場：4回（1954年、1956年、1957年、1960年）

### 背番号
- 16（1952年 - 1968年途中）
- 64（1968年途中 - 同年終了）
- 65（1969年 - 1977年、1991年 - 1992年）
- 71（1978年 - 1980年）
- 70（1986年）

### 登録名
- 森下 正夫（もりした まさお、1952年 - 1958年[6]、1986年[6]、1991年 - 1992年）
- 森下 整鎮（もりした のぶやす、1959年 - 1980年[6]）

## 関連情報

### 関連書籍
- 『中日ドラゴンズ名選手の時代：テレビマンが描いたドラゴンズ痛快伝説』（浅野芳光著、名古屋丸善出版サービスセンター、2007年11月、ISBN 9784895973854）

### 出演番組
- 『NHKプロ野球』
- 『Dramatic Game 1844』 - 中京テレビ解説者時代に出演していた、日本テレビ系列のプロ野球中継の現行タイトル。
- 『夢のドラゴンズ生放送』 - 中京テレビ。1984年度のみ出演。